# Stop (mått)
Stop är ett äldre europeiskt volymmått som delar namn med dryckeskärlet vid samma namn.

## Östersjöstop
| Land            | Stop            | Metriskt värde | Period    |
| --------------- | --------------- | -------------- | --------- |
| Estland         | Tallinn-stop    | 1,1864 liter   | –         |
| Lettland        | äldre Riga-stop | 1,3216 liter   | till 1833 |
| Lettland        | nytt Riga-stop  | 1,2800 liter   | från 1833 |
| Ryssland        | ryskt stop      | 1,2300 liter   | –         |
| Sverige · Norge | svenskt stop    | 1,3085 liter   | –         |

Stopet varierade mellan olika länder men i länderna kring Östersjön var stopet snarlikt varandra med ett genomsnitt omkring 1,25 liter men författaren Albert W Carlsson anger att stopet kunde vara upp till 1,43 liter i Baltikum.

### Estland
I Estland var 1 stop (estniska: toop) eller Tallinn-stop = 1,1864 liter.

### Lettland
I Lettland var 1 stop eller Riga-stop = 1,3216 liter. Från 1833 introducerades ett nytt Riga-stop standardiserat som 1,28 liter.

### Norge
I Norge var 1 stop (norska: stopp) desamma som det svenska.

### Ryssland
I Ryssland var 1 stop (ryska: Штоф, Sjtof) = 1,23 liter.

### Sverige
I Sverige var 1 stop = 4 kvarter = 1/2 kanna = 16 jungfruar = 1,3085 liter.
| Kanna  | Stop | Halvstop | Kvarter | Halvkvarter | Jungfru (Ort) | Liter      |
| ------ | ---- | -------- | ------- | ----------- | ------------- | ---------- |
| 1      | 2    | 4        | 8       | 16          | 32            | 2,617      |
|        | 1    | 2        | 4       | 8           | 16            | 1,3085     |
|        |      | 1        | 2       | 4           | 8             | 0,65425    |
|        |      |          | 1       | 2           | 4             | 0,327125   |
|        |      |          |         | 1           | 2             | 0,1635625  |
|        |      |          |         |             | 1             | 0,08178125 |
| Källa: |      |          |         |             |               |            |

## Holländskt/Nederländskt stop
I Nederländerna var 1 stop (nederländska: stoop) = 2,46 liter enligt författaren Albert W Carlsson.
Regionalmått inkluderar:
- Amsterdam-stop = 2 mengel (nederländska: mingel) = 4 pint = 120 Paris-kubiktum = 2 1⁄3 liter
- Antwerpen-stop = 160 Paris-kubiktum = 3 1⁄6 liter = 3,17 liter
- Rotterdam-stop = 129 Paris-kubiktum = 2 5⁄9 liter = 2,4 liter (vin, brännvin)
- Rotterdam-stop = 5 pund = 2343 3⁄4 gram (öl)

340 Rotterdam-stop = 1 tunna (öl)